# Апия Интернешънъл Сидни 2014
Апия Интернешънъл Сидни 2014 е тенис турнир, провеждащ се в Сидни, Австралия от 5 до 11 януари 2014 г. Това е 122-тото издание на Апия Интернешънъл Сидни. Турнирът е част от категория „Висши“ на WTA Тур 2014 и сериите 250 на ATP Световен Тур 2014.

## Сингъл мъже
- Хуан Мартин дел Потро побеждава  Бърнард Томич с резултат 6–3, 6–1.

## Сингъл жени
- Цветана Пиронкова побеждава  Анджелик Кербер с резултат 6–4, 6–4.
- Това е първи финал и първа титла за Пиронкова. За първи път от 2003 г. насам българка печели WTA титла.

## Двойки мъже
- Даниел Нестор /  Ненад Зимонич побеждават  Рохан Бопана /  Айсам-ул-Хак Куреши с резултат 7–6(7–3), 7–6(7–3).

## Двойки жени
- Тимеа Бабош /  Луцие Шафаржова побеждават  Сара Ерани /  Роберта Винчи с резултат 7–5, 3–6, [10–7].